# 愛媛県公営企業管理局
愛媛県公営企業管理局（えひめけんこうえいきぎょうかんりきょく）は、愛媛県の地方公営企業である。愛媛県において、電気事業、工業用水道事業、病院事業を行っている。

## 事業

### 電気事業
- 愛媛県銅山川第一発電所
- 愛媛県銅山川第二発電所
- 愛媛県銅山川第三発電所
- 愛媛県富郷発電所
- 愛媛県肱川発電所
- 愛媛県道前道後第一発電所
- 愛媛県道前道後第二発電所
- 愛媛県道前道後第三発電所
- 畑寺発電所

### 工業用水道事業
- 愛媛県松山・松前地区工業用水道
- 愛媛県西条地区工業用水道
- 愛媛県今治地区工業用水道
- 愛媛県壬生川地区土地造成事業（工業用水道事業に附帯する事業）

### 病院事業
- 愛媛県立中央病院
- 愛媛県立今治病院
- 愛媛県立南宇和病院
- 愛媛県立新居浜病院